# Peter Klüfers
Peter Klüfers (* 18. April 1951 in Uerdingen) ist ein deutscher Hochschullehrer und Chemiker.

## Leben
Peter Klüfers studierte an der Universität zu Köln Chemie und promovierte dort 1978 über Ternäre Phosphide und Arsenide. Von 1981 bis 1983 studierte er Pharmazie an der Universität Bonn. Im Jahr 1983 habilitierte er an der Universität Köln mit einer Arbeit über die Strukturchemie von Carbonylmetallaten. 1986/87 war er für das Unternehmen Enka tätig, ehe er von 1988 bis 1998 Professor für Anorganische Chemie an der Universität Karlsruhe war. Seit 1998 ist er Professor an der Ludwig-Maximilians-Universität München. Sein Forschungsschwerpunkt liegt im Bereich der Komplexchemie und der Bioanorganischen Chemie.

## Publikationen
- Arnold F. Holleman, Peter Klüfers, Nils Wiberg: Anorganische Chemie. De Gruyter, Berlin 2017, ISBN 978-3-11-051854-2.
- Sonja Herres-Pawlis, Peter Klüfers: Bioanorganische Chemie. Metalloproteine, Methoden und Konzepte. Wiley-VCH Verlag, Weinheim 2017, ISBN 978-3-527-33615-9.